# Stawiska (Basse-Silésie)
Pour les articles homonymes, voir Stawiska.
Stawiska est une localité polonaise de la gmina de Strzegom, située dans le powiat de Świdnica en voïvodie de Basse-Silésie.